# ماکسیم رویلسکی
ماکسیم رویلسکی (اوکراینی: Максим Тадейович Рильський؛ ۱۹ مارس ۱۸۹۵ – ۲۴ ژوئیهٔ ۱۹۶۴) مترجم، نویسنده، شاعر، و سیاستمدار اهل اتحاد جماهیر شوروی سوسیالیستی بود. وی بین سال‌های ۱۹۰۷ تا ۱۹۶۴ میلادی فعالیت می‌کرد.
وی همچنین برندهٔ جوایزی همچون جایزه لنین، نشان پرچم سرخ کار، و نشان لنین شده‌است.